# Patricia Crone
Patricia Crone (Lejre, 28 marzo 1945 – Princeton, 11 luglio 2015) è stata un'orientalista danese naturalizzata statunitense.
Studiosa islamologa, autrice di lavori storici sul primo Islam, la Crone insegnò per tanti anni nell'Institute for Advanced Study di Princeton. La studiosa si è affermata a livello internazionale, anche tra i non specialisti islamologi, con lavori assai discussi e di grande originalità che hanno rimesso in discussione le conoscenze tradizionali acquisite tra il XIX e XX secolo.

## Carriera

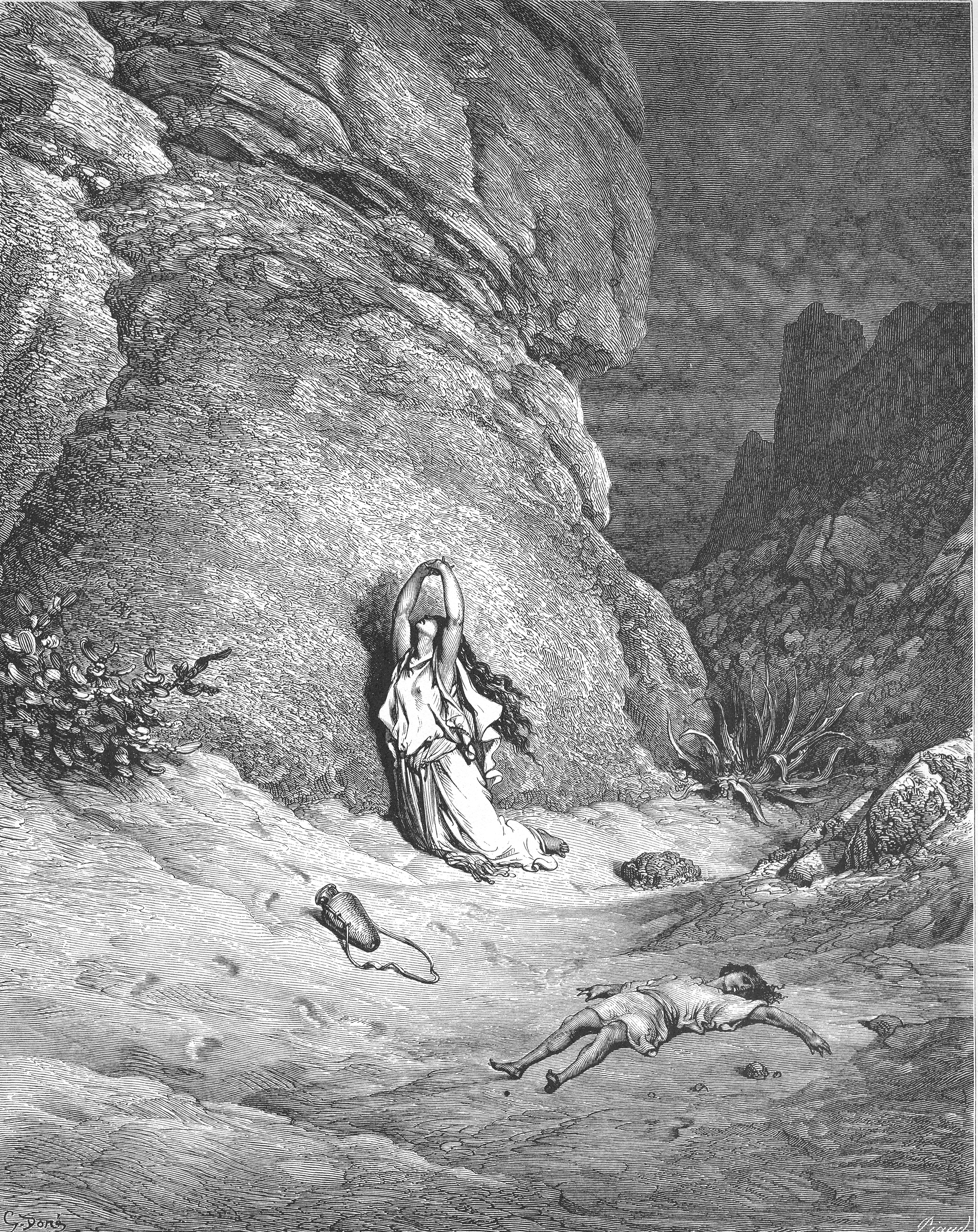
Agar e Ismaele nel deserto (Gen. 21:14-20)

Nata in Danimarca, Patricia Crone ha completato i suoi studi universitari presso la School of Oriental and African Studies dell'University of London, ottenendo un Ph.D. nel 1974. Nei successivi tre anni ha lavorato come ricercatrice (Senior Research Fellow) nel Warburg Institute della University of London. Nel 1977 è diventata docente universitaria (Lecturer) di Storia Islamica e membro del Jesus College della Oxford University. La Crone è diventata poi ricercatrice-assistente (Assistant University Lecturer ) di studi islamici e componente del Gonville and Caius College della Cambridge University nel 1990, ricoprendo in questo prestigioso ateneo britannico vari altri incarichi istituzionali. È stata quindi ricercatrice di Studi Islamici dal 1992 al 1994 e assistente (Reader) di Storia Islamica dal 1994 fino alla sua nomina presso l'Institute for Advanced Study di Princeton dove sostituì il prof. Andrew W. Mellon nel 1997. Dal 2002 la Crone è stata componente della redazione scientifica della rivista Social Evolution & History, collaborando come Visiting professor con varie università del mondo, tra cui in Italia l'Università degli Studi di Napoli "L'Orientale", dove ha svolto lezioni nell'ambito del suo dottorato di ricerca di "Studi sul Vicino Oriente e Maghreb. Specificità Culturali e Relazioni Interculturali".
Nel suo libro Hagarism: The Making of the Islamic World, Patricia Crone e il coautore anglo-scozzese Michael Cook, fornì un'analisi della prima storia islamica sulla base delle sole fonti coeve sopravvissute alla nascita dell'Islam, scritte non prima del secondo secolo islamico da testimoni degli eventi, in armeno, greco, aramaico e siriaco. Gli autori affermarono in buona sostanza che l'Islam, così come rappresentato dai contemporanei non musulmani, era essenzialmente stato una ribellione tribale contro l'Impero bizantino e quello Persiano, con profondi legami con l'Ebraismo, e che gli  Arabi e gli ebrei erano stati alleati per la costruzione della comunità che sarà poi chiamata musulmana.
Nel suo libro Meccan Trade and the Rise of Islam, Crone afferma che l'Islam nacque in buona sostanza in Arabia Meridionale, che Maometto non aveva mai viaggiato fuori del Ḥijāz e che la città di Mecca non poteva aver impiantato le sue fortune sul commercio trans-arabico e sulla gestione dei pellegrinaggi nell'epoca della Jāhiliyya.

## Opere scelte
- From Arabian tribes to Islamic empire: army, state and society in the Near East c.600-850 (2008) ISBN 9780754659259
- Slaves on Horses : The Evolution of the Islamic Polity (1980) ISBN 0-521-52940-9
- Pre-Industrial Societies : Anatomy of the Pre-Modern World (2003) ISBN 1-85168-311-9
- God's Rule: Government and Islam. Six centuries of medieval islamic political thought (2004). Columbia University Press. ISBN 0-231-13290-5. Also ISBN 0-231-13291-3.
- Meccan Trade and the Rise of Islam (1987) ISBN 1-59333-102-9
- Roman, Provincial and Islamic Law : The Origins of the Islamic Patronate (1987 Paperback:2002) ISBN 0-521-52949-2
- Medieval Islamic Political Thought (2005). Edinburgh University Press, New Ed edition. ISBN 0-7486-2194-6

### Con altri autori
- Hagarism: The Making of the Islamic World, (1977) ISBN 0-521-29754-0
- The Formation of Islam: Religion and Society in the Near East, 600-1800 (2002) ISBN 0-521-58813-8
- Islamic Historiography (2002) ISBN 0-521-62936-5
- God's Caliph: Religious Authority in the First Centuries of Islam (2003) ISBN 0-521-54111-5

### Articoli
- August 2006 article by Patricia Crone summarizing her views: What do we actually know about Mohammed?, su opendemocracy.net. URL consultato il 29 ottobre 2009 (archiviato dall'url originale il 21 aprile 2009).